# Dorcatoma minor
Dorcatoma minor is een keversoort uit de familie klopkevers (Anobiidae). De wetenschappelijke naam van de soort is voor het eerst geldig gepubliceerd in 1993 door Zahradník.